# Kamal Nasser
Kamal Boutros Ibrahim Yaqoub Nasser (en árabe: كمال بطرس ابراهيم يعقوب ناصر) (Gaza, 20 de abril de 1925-Beirut, 10 de abril de 1973) fue un líder político miembro de la OLP, escritor y poeta palestino.

## Biografía
Nació en Gaza y creció en la ciudad de Birzeit, región de Cisjordania, en el seno de una familia cristiana palestina. Fue educado en la escuela Bir Zeit (actual Universidad de Birzeit) y estudió ciencias políticas en la Universidad Americana de Beirut, donde se graduó en 1945. Más tarde trabajó como profesor en Jerusalén mientras estudiaba Derecho. En el período posterior a la guerra árabe-israelí de 1948, trabajó como periodista, editó el diario Al-Baath en Ramala y se unió al partido Baaz.
En 1956 fue elegido miembro del parlamento jordano como miembro de Baaz por el distrito de Ramala. No cumplió su mandato parlamentario como resultado de su expulsión de la institución tras la imposición por el rey Huséin I de la ley marcial. Se marchó a El Cairo, desde donde defendió la postura unitaria de la República Árabe Unida, para posteriormente acabar muy decepcionado con su fracaso político. En ese contexto, desde su faceta como periodista, atacó duramente al presidente Nasser, y terminó siendo expulsado del país.
Tras una estancia en París regresó a Damasco y finalmente se asentó en Ramala, poco antes del estallido de la Guerra de los Seis Días. Junto a Ibrahim Bakr creó el Grupo Ramallah, del que acabó siendo expulsado en diciembre de 1967. Posteriormente se unió a la Organización para la Liberación de Palestina, ingresando en su comité ejecutivo como portavoz.
Fue asesinado en una incursión israelí en 10 de abril de 1973, en el marco de la Operación Cólera de Dios librada por el Mosad en represalia por la masacre de Múnich, el atentado terrorista cometido durante los Juegos Olímpicos de 1972 por la organización palestina Septiembre Negro contra atletas israelíes. Junto a él fueron asesinados Kamal Adwan y Mohammed Yousef Najjar, nombres incluidos en la lista de objetivos del Mosad por su presunta participación en la acción de Múnich.